# Enter the Matrix
Pour les articles homonymes, voir Matrix.
Enter the Matrix est un jeu vidéo en vue à la troisième personne sorti simultanément sur PlayStation 2, Xbox, GameCube et PC en 2003. Il est basé sur la trilogie des films Matrix (notamment sur Matrix Reloaded).
Il a été développé par Shiny Entertainment et édité par Infogrames sous la marque Atari.

## Trame
Le jeu commence deux jours avant Matrix Reloaded. L'équipage de l'Osiris, vaisseau à qui l'on doit la découverte de l'armée levée par les machines et dont l'histoire est contée dans un des films d'animation de la série Animatrix, a laissé avant sa mort ces informations très importantes. L'histoire est la même que Matrix Reloaded mais du point de vue de l'équipage du Logos (Niobe, Ghost et Sparks). Niobe et Ghost récupèrent ces informations et organisent une réunion dans laquelle ils exposent les faits (réunion générale dans Matrix Reloaded, au début du film). 

## Accueil
À sa sortie, l'accueil du jeu par la presse spécialisée fut très partagé :
- AllGame : 2,5/5 (PS2)[1]
- Edge : 3/10 (PS2)[2]
- Game Informer : 8,5/10 (PS2/XB/GC)[3]
- Gamekult : 4/10 (PC)[4]
- GamePro : 3/5 (PS2/GC)[5] - 2,5/5 (PC/XB)[6]
- GameSpot : 6,4/10 (PS2/XB/GC)[7] - 6,3/10 (PC)[8]
- IGN : 7,2/10 (PS2/XB/GC)[9] - 6,6/10 (PC)[10]
- Jeux Vidéo Magazine : 9/20[11]
- Jeuxvideo.com : 11/20 (PS2/XB)[12] - 12/20 (PC/GC)[13]
- PC Gamer US : 55 % (PC)[14]